# Maria Laura av Belgien
Prinsessan Maria Laura av Belgien, ärkehertiginna av Habsburg-Este, Maria Laura Zita Beatrix Gerhard, född den 26 augusti 1988 i Bryssel, är belgisk prinsessa, och bär även titlarna kejserlig prinsessa av Österrike, kunglig prinsessa av Ungern och Böhmen och prinsessa av Modena. Hon är dotter till prinsessan Astrid av Belgien och prins Lorenz av Belgien.

## Familj
Maria Laura är född på University Clinic St. Luc, Woluwe-St-Lambert, Belgien. Hon har en äldre bror,  Amedeo (f. 1986), en yngre bror,  Joachim (f. 1991) och två yngre systrar:  Luisa Maria (f. 1995) och  Laetitia Maria (f. 2003).
Hennes gudföräldrar är hennes farbror Gerhard ärkehertig av Österrike-Este och hennes äldre faster ärkehertiginnan Maria Beatrix av Österrike-Este, grevinnan von zu Arco-Zinneberg.
Alla hans förfäder härstammar från kungliga eller högadliga familjer i Belgien, Österrike, Sverige , Italien och Spanien. 
Maria Laura och hennes syskon gavs titeln ”prins(essa) av Belgien” - av kung Baudouin I av Belgien, den 2 december 1991.

## Utbildning
Maria Laura växte upp i Basel, Schweiz, till 1993, varvid hennes föräldrar flyttade till Belgien. Hon fick sin utbildning, liksom sina syskon och yngre kusiner, på det stränga College Sint Jan Berghmans (grundat 1604) i Bryssel. Hon genomförde sina gymnasiestudier på St John's International School i Waterloo, Belgien.
Den 9 september 2005 var Maria Laura, tillsammans med sex andra elever från St John's International School i Waterloo, på väg hem i en buss som körde in i tre bilar och rullade runt flera gånger. Alla elever lyckades fly innan bussen fattade eld. Maria Laura var oskadd men fördes till sjukhus för observation tills föräldrarna kom efter några timmar.
Hon for senare till London, som sin bror Amedeo (utbildad vid London School of Economics and Political Science, men deltog i SOAS i London, där hon studerade kinesiska. Under 2007–2008 tillbringade hon tid i Kina som en del av sina studier.
Nu går hon på Institut national des langues et civilisations orientales i Paris 2008, där hon fortfarande studerar.
Prinsessan talar flytande franska, flamländska och tyska, de tre officiella språken i Belgien.

## Titlar
- 26 augusti 1988  – 2 december 1991: Hennes kejserliga och kungliga höghet ärkehertiginnan Maria Laura av Österrike-Este, kejserlig prinsessa av Österrike, kunglig prinsessa av Ungern och Böhmen , prinsessa av Modena
- 2 december 1991 - : Hennes kejserliga och kungliga höghet Prinsessan Maria Laura av Belgien, ärkehertiginna av Österrike-Este, kejserlig prinsessa av Österrike, prinsessa av Ungern och Böhmen , Prinsessa av Modena.